# 거류로
거류로(Georyu-ro)는 경상남도 고성군 고성읍용산삼거리에서 고성군 동해면한내삼거리를잇는 경상남도의 도로이다.

## 주요 경유지
경상남도
- 고성군 (고성읍 . 거류면 . 동해면)

## 노선
| 이름          | 접속 노선                  | 소재지 | 소재지 | 비고                                    |
| ------------- | -------------------------- | ------ | ------ | --------------------------------------- |
| 용산삼거리    | 공단로                     | 고성군 | 고성읍 |                                         |
| 월치교        |                            | 고성군 | 고성읍 |                                         |
| 송산육교      |                            | 고성군 | 거류면 |                                         |
| 달티고개      |                            | 고성군 | 거류면 |                                         |
| 당동삼거리    | 안정로 당동1길             | 고성군 | 거류면 | 국도 제77호선, 지방도 제1021호선과 중복 |
| 봉곡삼거리    | 조선특구로                 | 고성군 | 거류면 | 국도 제77호선, 지방도 제1021호선과 중복 |
| 한내삼거리    | 지방도 제1010호선 (동해로) | 고성군 | 동해면 |                                         |
| 동해로와 직결 |                            |        |        |                                         |

## 주요 건물 및 시설
- GS칼텍스 당동주유소 (거류로 608/신용리 980-3)
- CU 고성하늘점 (거류로 614/신용리 980-1)
- 수협 경남고성군 수협 동부지점 (거류로 621/당동리 184-1)
- 튼튼약국 (거류로 642/당동리 166-2)
- 고성거류우체국 (거류로 648/당동리 166-1)
- 세븐일레븐 고성거류점 (거류로 651-1/당동리 176-2)
- 거류파출소 (거류로 655/당동리 173-9)
- 농협 고성동부농협하나로마트 (거류로 656/당동리 171-9)
- 농협 고성동부농협 (거류로 656/당동리 171-9)
- CU 당동점 (거류로 657-1/당동리 173-5)
- 새마을금고 새고성 새마을금고 본점 (거류로 673/당동리 127-8)